# 단관초등학교
단관초등학교는 대한민국 강원특별자치도 원주시에 있는 초등학교다.

## 학교 연혁
- 2005.03.01 18학급 개교
- 2017.02.10 제12회 졸업식(졸업생 누계 2,709명)
- 2017.03.01 45학급(특수 1학급)
- 2017.03.01 제 5대 교장 허 남 근 부임